# Jüdischer Friedhof (Jüchen)

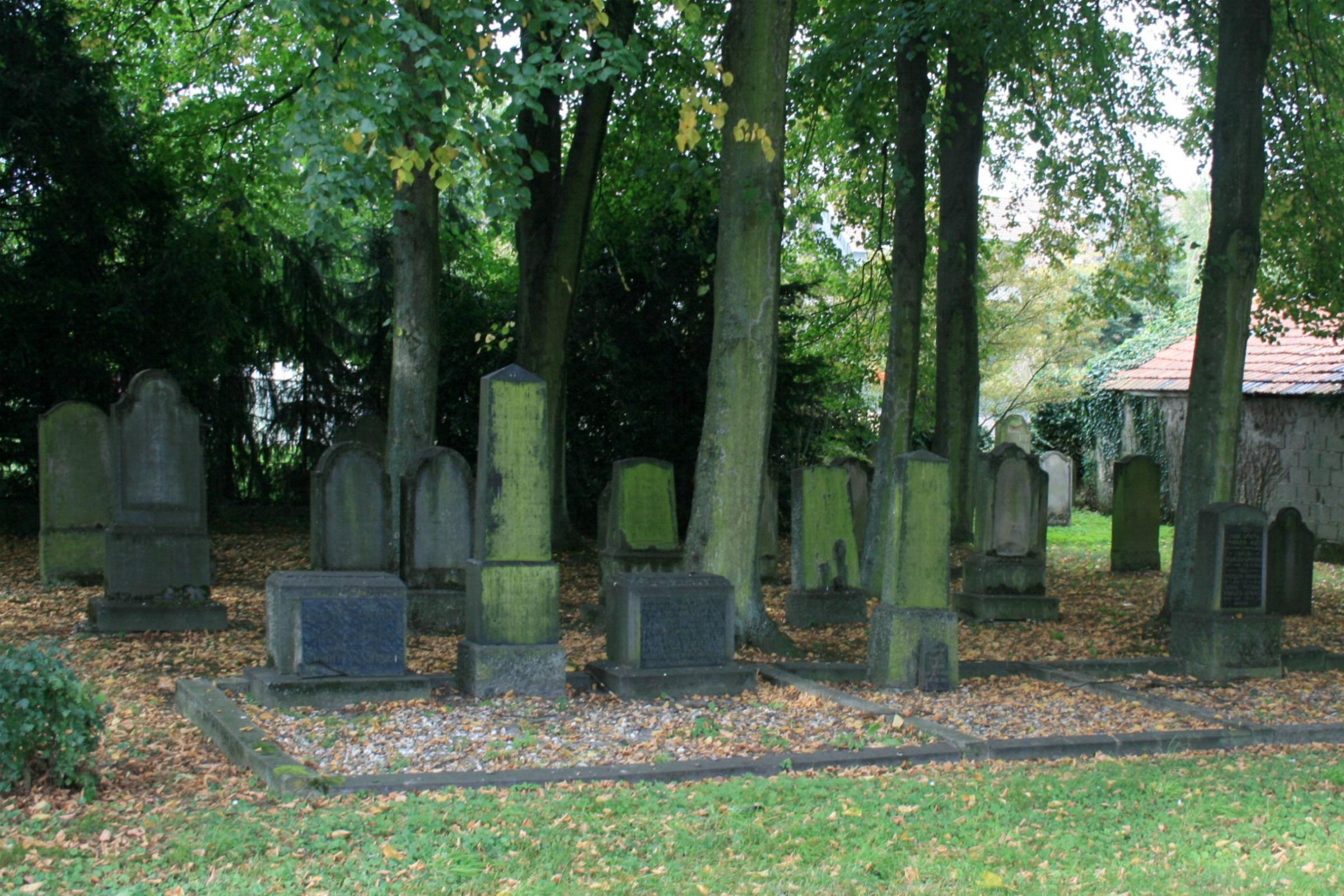
Der jüdische Friedhof in Jüchen (2011)

Der Jüdische Friedhof Jüchen befindet sich im Ortsteil Jüchen der Stadt Jüchen im Rhein-Kreis Neuss in Nordrhein-Westfalen. Als jüdischer Friedhof ist er ein Baudenkmal und seit dem 3. September 1987 unter der Denkmalnummer 108 in der Denkmalliste eingetragen. 
Er liegt in der Alleestraße gegenüber Haus Nr. 19. Auf dem Friedhof, der vom Ende des 17. Jahrhunderts bis zum Jahr 1974 belegt und im Jahr 1902 erweitert wurde, befinden sich 55 Grabsteine. Der älteste Grabstein ist aus dem Jahr 1693.